# Имение Меллас
Имение «Меллас» — имение на Южном берегу Крыма, основанное в первой половине XIX века, с усадебным домом (дворцом), построенным после 1834 года для владельца, графа Л. А. Перовского. В настоящее время — санаторий «Меллас» в посёлке Санаторное в составе Большой Ялты. В бывшем имении наличествуют два памятника градостроительства и архитектуры: «Дворец Меллас» — памятник федерального значения России и особняк Е. Г. Кузнецовой — памятник регионального значения.

## Имение Меллас
До создания имения местность на берегу моря у подножия горного хребта Ай-Юри заселена не была и представляла собой восточную окраину обширного имения Мшатка, в первой половине XIX века принадлежавшего Варваре Аркадьевне Башмаковой, внучке генералиссимуса А. В. Суворова, жене гражданского губернатора Таврической губернии, участника Отечественной войны 1812 года Дмитрия Евлампиевича Башмакова, — поросший дубово-можжевеловым редколесьем довольно крутой склон. Граф Лев Алексеевич Перовский приобрёл участок в 59 гектаров в 1834 году и в том же году начал строительство усадебного дома. Л. А. Перовский дал имению греческое название «Меллас» (греч. Μέλας) в значении «тёмный» — предполагается, что название связано с возвышающимися над местностью скалами тёмного цвета.
Франц Мартынович Домбровский в «пособии для путешествующих» «Обозрение Южного берега Крыма» 1850 года отмечал в описании имения:
Инжирное дерево растет здесь превосходно. Соединение полезного с приятным в Мелазе встречается на каждом шагу. Прекрасный дом, разные хозяйственные обзаведения, древесный питомник, множество редких растений и, наконец, в 40 тысяч кустов виноградный сад — вот предметы, которые невольно обратят внимание всякого посетителя
По плану «Таврической губернии Ялтинского уезда дачи Меллас в генерально-обмежеванных дачах деревень Мшатки и Мухалатки владения Елисаветы Григорьевны госпожи Кузнецовой» 1900 года общая площадь имения составляла 199 десятин, из которых большая часть была занята лесом и кустарниками. От Севастопольского шоссе в имение была проложена «превосходная шоссированная дорога», имелась маленькая пристань. В Статистическом справочнике Таврической губернии. Ч.II-я. Статистический очерк, выпуск восьмой Ялтинский уезд, 1915 год в Байдарской волости Ялтинского уезда значится имение «Меллассы» Е. Г. Кузнецовой без населения. Сохранилась опись, составленная в декабре 1920 года рабоче-контрольной комиссией под председательством Асана Мемета. По этой описи, в имении было более четырёх десятин виноградника, 848 квадратных саженей под различными постройками, 200 квадратных саженей занимал огород, 680 квадратных саженей занимала табачная плантация. Для сбора воды были построены 12 бассейнов емкостью 500 000 вёдер, имелось 11 жилых и 14 хозяйственных каменных зданий, в которых располагались ванная комната с морской ванной, кухня, контора служащих, конюшня, сарай, оранжерея со стеклянной крышей, парники, кузница, слесарная мастерская, казарма, сушилка-кладовая. Из транспорта имелись берлинское ландо, коляска «Милорд» с фонарями, однодорожный шарабан на резиновом ходу, «экипаж малый 3-колесный для ослиной упряжки», бегунки (лёгкая двухместная повозка), линейка на железном ходу, дроги рабочие. Молочная ферма на десять коров, находившаяся в северо-восточной части имения, в двух верстах от центральной территории, была к 1920 году 12 лет как заброшена. На тот год в имении работало 8 служащих: заведующий, конторщик, сторожа, рабочие по парку и вообще по имению.

### Владельцы
Основателем и первым владельцем имения был граф Перовский. Лев Алексеевич умер 10 (22) ноября 1856 года, детей у него и скончавшейся задолго до него супруги Екатерины Васильевны не было, и имение по завещанию перешло к племяннику Льва Алексеевича, поэту А. К. Толстому. Впервые посетив Меллас в мае 1856 года, после увольнения из действующей армии, и прожив там две недели, Толстой, по впечатлениям от пребывания в Крыму, написал лирический цикл «Крымские очерки». Впоследствии поэт ещё трижды приезжал в Меллас, владея имением до 1875 года. После Толстого следует череда хозяев Мелласа: с 1875 года усадьба принадлежала княгине Дарье Андреевне Голицыной (в девичестве Ухтомская) (19 (31) марта 1814 — 24 декабря 1871 (5 января 1872)), затем её сыну, князю Мстиславу Валериановичу Голицыну, графу Остерману (28 декабря 1847 (9 января 1848) — 26 марта (8 апреля) 1902). После Голицына-Остермана, с 1885 года, Меллас принадлежал сенатору Ф. М. Маркусу, после смерти которого в 1898 году имение приобрёл владелец соседнего имения Форос Александр Кузнецов для своей сводной сестры Елизаветы Григорьевны Кузнецовой, которая стала его последней владелицей (А. Я. Безчинский в «Путеводителе по Крыму» 1908 года называет владельцем имения А. И. Кузнецова). О дальнейшей судьбе Елизаветы Григорьевны пока ничего не известно.

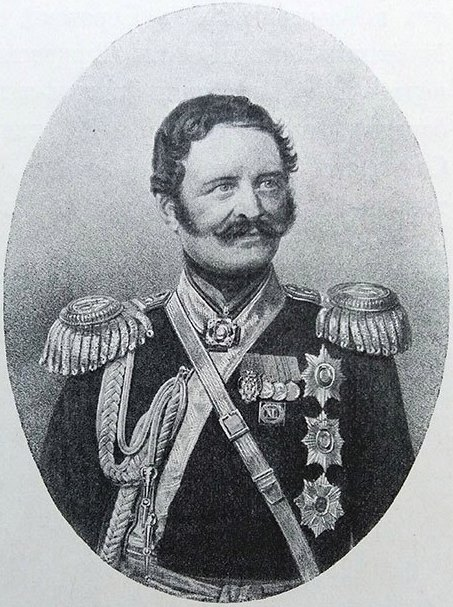
Лев Алексеевич Перовский.
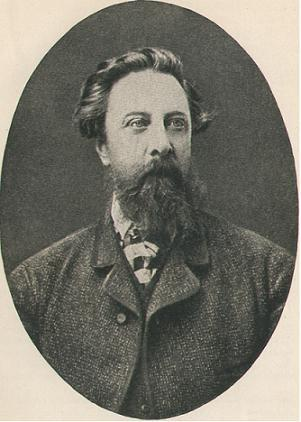
Алексей Константинович Толстой.
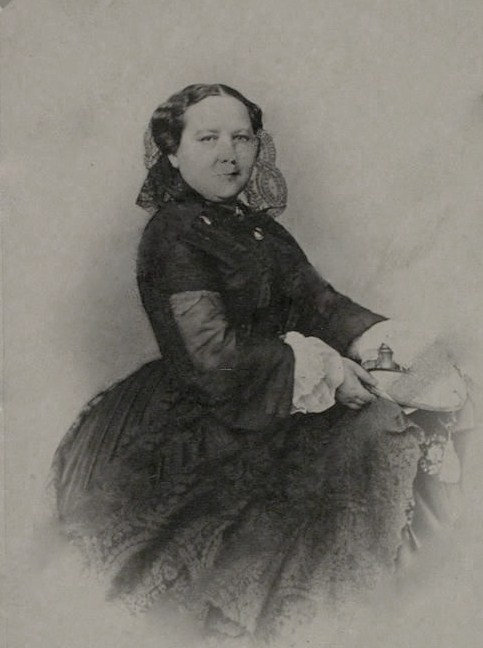
Княгиня Дарья Андреевна Голицына.

### Дворцы
Дворец Перовского строился с 1834 года по проекту первого архитектора Южного берега Крыма, строителя Голицинского дворца Филиппа Фёдоровича Эльсона. Руководил постройкой участвовавший также в создании ансамбля Алупкинского дворца новороссийского генерал-губернатора М. С. Воронцова английский мастер Уильям Гунт. Точная дата завершения строительства не установлена, принято считать, что это произошло в середине 1830-х годов.
Квадратный в плане двухэтажный усадебный дворец, с увенчанными шпилями трёхэтажными башнями по четырём углам, построили из местного серого известняка. Здание получилось в стиле итальянских палаццо эпохи Возрождения, что подчёркивают украшающие постройку декоративные элементы. Интерьеры и фасад выполнены с использованием мавританского стиля. Под зданием разместили винодельню и винный подвал. На первом этаже находились зал с фисгармонией и пианино, столовая, в которой стоял кабинетный рояль Беккера, докторская комната, кабинет, буфет (в котором, в 1900-е годы, был установлен телефон), три обычные спальные комнаты и спальня-будуар, ванная комната, галерея. По оценкам специалистов, дворец Перовского — один из немногих примеров сохранившихся практически без перестроек южнобережных усадебных домов первой половины XIX века.
На восточном фасаде, между трёхэтажными башнями, на уровне второго этажа расположена крытая галерея, под которой находится остеклённый резной деревянный тамбур вестибюля с арками. Входные двери изготовлены из лакированного дуба с латунными ручками и прочей фурнитурой. Окна по сторонам от входа имеют стрельчатые арочные завершения. Южный фасад — на невысоком цоколе, с пятигранным эркером по центру первого этажа, над которым расположена открытая терраса. Гладко оштукатуренные стены на первом этаже покрыты «плоскостной резьбой в „мамлюкском“ стиле: подоконный фриз с растительным и геометрическим орнаментом, декоративные полуколонки, стрельчатые арки с орнаментом из раковин, геральдических элементов, стилизованных цветов и побегов». На втором этаже стена разделена полосами резного каллиграфического орнамента. Первые этажи башен облицованы подтёсанными глыбами известняка с тёсаными же углами, имитирующими циклопическую кладку. Углы акцентированы плоскими лопатками; окна оформлены плоскими надоконными тягами и профилированными карнизами. 2-й и 3-й этажи башен оштукатурены и окрашены; из башен у главного входа южная декорирована плоскими лопатками, северная — на 2-м этаже угловыми лопатками и аркадами с лучковыми арками и на 3-м этаже стрельчатыми арками, все на пилястрах. Оконные проёмы 2-го этажа башен выполнены с лучковыми завершениями, на 3-м этаже — со стрельчатыми арочными. Во время Крымской войны дворец сильно пострадал: по свидетельству Алексея Толстого, посетившего имение в 1856 году, была изломана мебель, прострелены и залиты вином картины, стены исписаны грубыми и хвастливыми надписями, на всём лежала печать опустошения и разрушения.
Дворец Кузнецовой, последней владелицы имения, был возведён в 1911 году. Предполагается, что автором проекта был главный архитектор Ялты Н. Г. Тарасов. Здание, с башней, увенчанной куполом и шпилем, сооружено с учётом перепада высот и потому имеет переменную этажность. Фасады здания эклектичны, включают элементы мавританского стиля и южнобережной крымской архитектурной традиции. Западный фасад двух-трёхэтажный, в двухэтажной части на невысоком цоколе, с цокольным этажом на южной стороне. На фасаде — выступающее крытое крыльцо парадного входа, с балконом над ним и открытой террасой в южной части 2-го этажа. Цокольный этаж не оштукатурен, выложен подтёсанными известняковыми глыбами, имитирующими полигональную кладку. Дверной проём цокольного этажа сделан с лучковым завершением, обрамлён плоскими каменными тёсаными наличником и сандриком. 2-й и 3-й этажи гладко оштукатурены и окрашены. Парадное крыльцо оформлено арочным порталом, декорированным орнаментами в мавританском стиле, на двух колоннах и двух полуколоннах с «византийскими» орнаментированными капителями. Угловые террасы 3-го этажа ограждены балюстрадами с «лепным» чешуйчатым орнаментом и с прямоугольными тумбами. Угловые лоджии декоративно оформлены аркадами со стрельчатыми арками на трёх колоннах и двух полуколоннах, с декоративной «лепной» решеткой балюстрады в «татарском» стиле между колоннами. К ризалиту лестницы была пристроена прямоугольная башенка с куполом и с открытой террасой с южной стороны. Внутри дом был обставлен дорогой мебелью из ольхи и ореха с мягкими креслами и венскими диванами, в гостиной стоял рояль Steinway & Sons (сохранившийся до наших дней), в поместье был проведен телефон. Потолки были покрыты росписями на мифологические сюжеты, выполненными Константином и Сергеем Маковскими (не сохранились). В описи 1920 года перечисляются на первом этаже спальные комнаты, в одной из которых установлен телефон, ванные комнаты, на втором этаже — бильярдная. Зафиксирована обширная библиотека, содержащая около трёхсот книг на иностранных языках (более 140 на французском и 150 на английском), а также сочинения А. С. Пушкина, И. С. Тургенева, Н. В. Гоголя, Ф. М. Достоевского, Л. Н. Толстого, И. А. Гончарова, А. А. Григорьева, А. П. Чехова, А. М. Горького и других русских классиков. Кроме художественной литературы, были энциклопедический словарь Брокгауза и Эфрона в 64 томах, «Жизнь растений», «История мироздания», «История земли», «Происхождение животного мира», «Жития Святых» и многие другие научно-познавательные и религиозные книги.

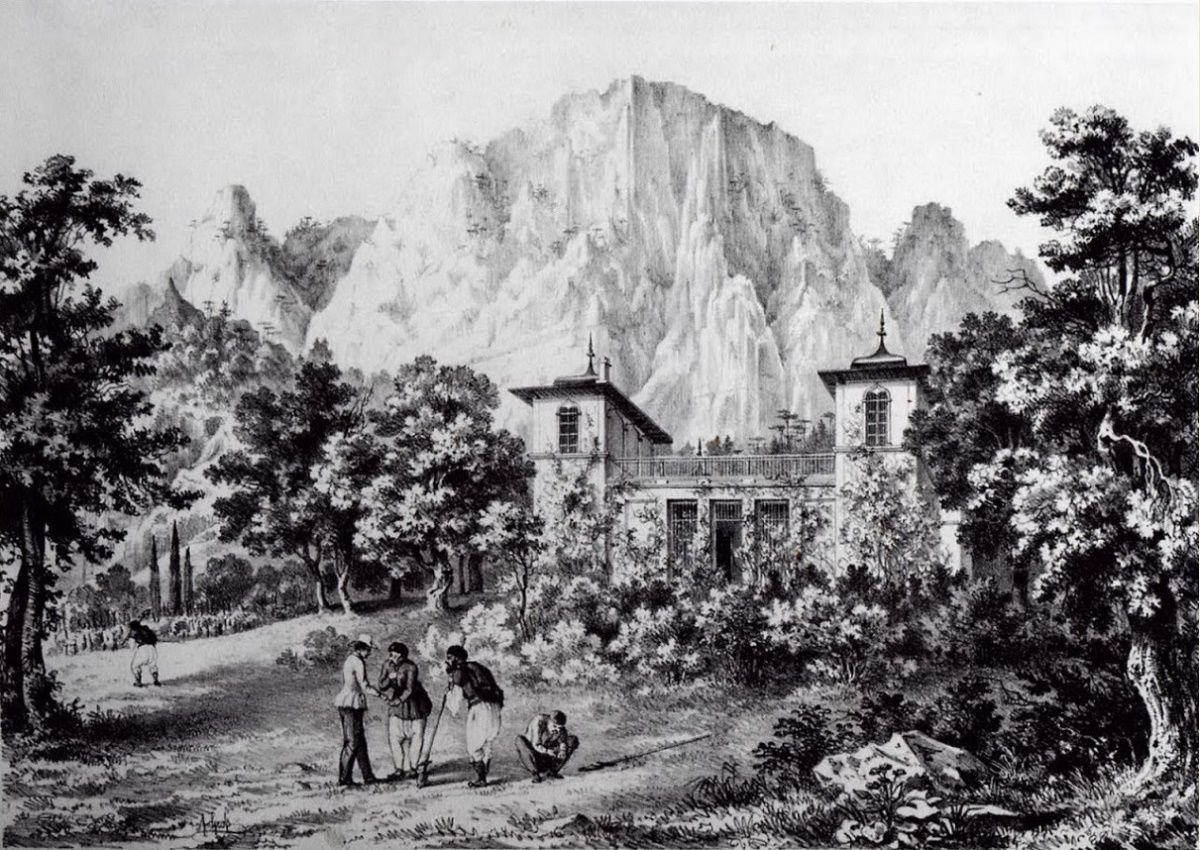
Мелас. Ф. И. Гросс, Из альбома «Коллекция живописных видов Крыма», Одесса, 1846.
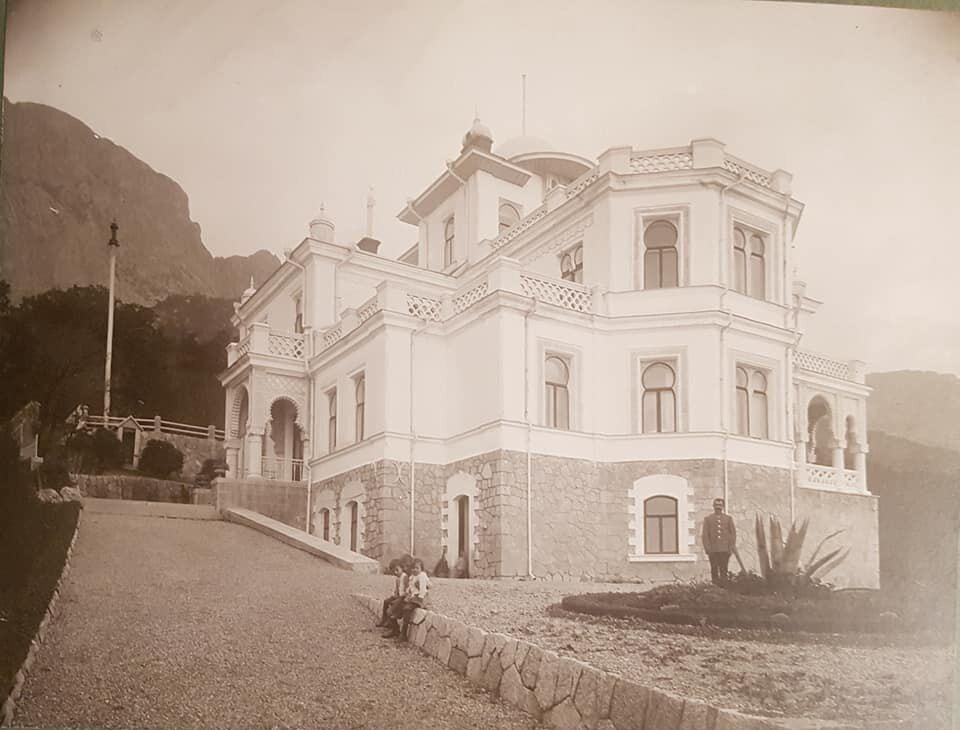
Особняк В. Г. Кузнецовой, 1910 г.
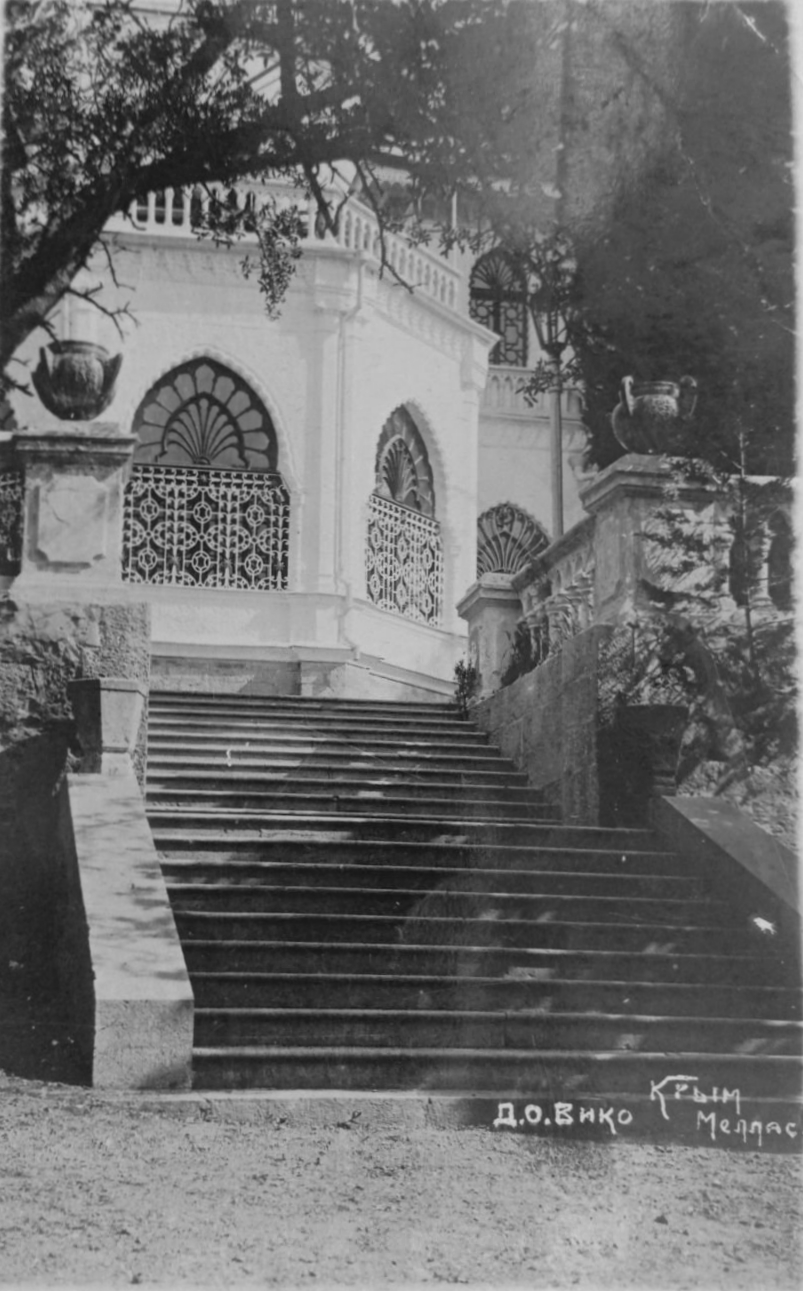
Почтовых открытка с надписью д. о. ВИКО.
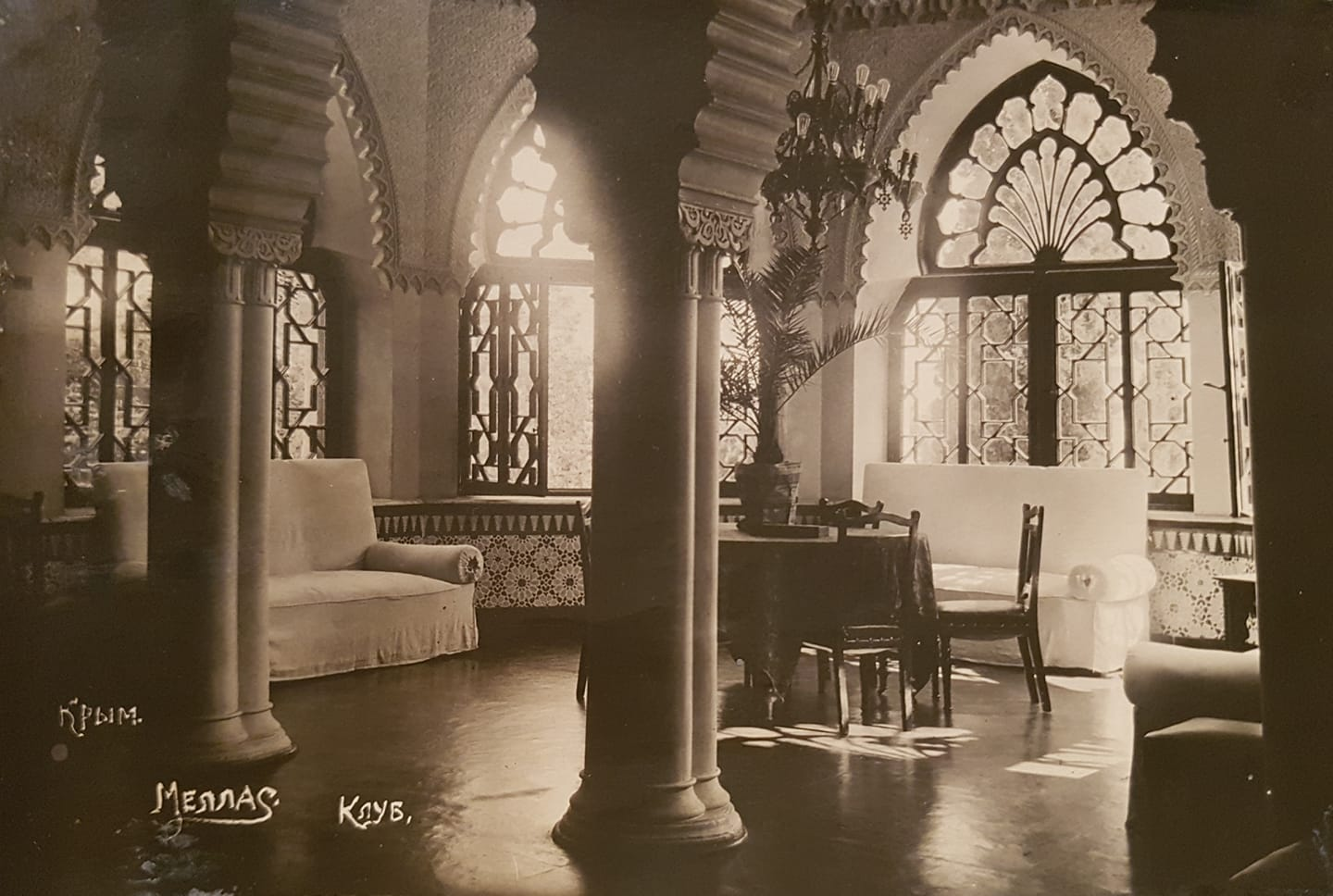
Интерьер дворца графа Л. А. Перовского
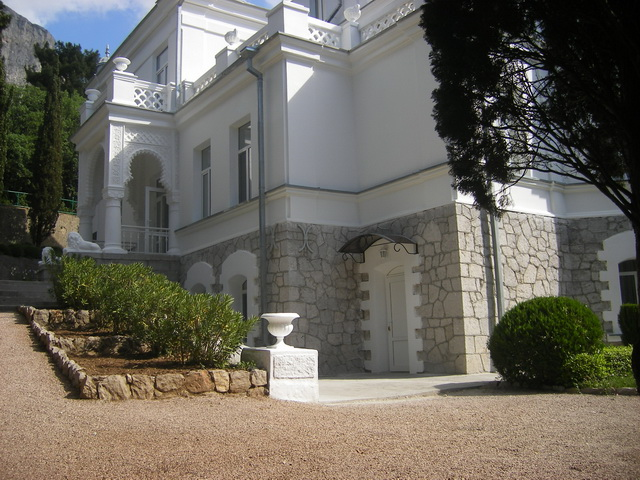
Особняк Кузнецовой, современный вид.

### Парк
Площадь Меласского парка около 12 гектаров (иногда указывают 28 гектаров, но, возможно, это площадь всего санатория). С 1 декабря 1972 года парку присвоена категория ООПТ «парк-памятник садово-паркового искусства» регионального значения, но статус памятника ландшафтной архитектуры пока не присвоен. В парке, сочетающем элементы регулярного и естественного дизайна, насчитывается более 180 видов ценных декоративных древесно-кустарниковых пород, он украшен четырьмя фонтанами, имеются лестницы, террасы и беседки, а также минеральный источник, вода которого по составу близка «Ессентукам».
Парк в имении был заложен одновременно со строительством дома Перовского, первоначальной площадью около трёх десятин (встречается утверждение о 5 десятинах). В период Крымской войны парк вокруг дома был вырублен и разорён находившимися в имении интервентами. Со временем потери восстановили, особенно активно обустройство парка велось при последней владелице Е. Г. Кузнецовой.

## После революции
6 декабря 1920 года приказом председателя Революционного комитета Крыма были изъяты «из частного владения как разных ведомств, так и частных лиц все имения Южного берега Крыма в районе от Судака до Севастополя включительно» и передавались в ведение специально созданного Управления Южсовхоза. В 1923 году в бывшем имении был открыт дом отдыха (по другим данным в 1928 году). Судя по надписям на почтовых открытках тех лет, здравница называлась дом отдыха ВИКО и принадлежала организованной 1 мая 1926 года советско-германской компании по производству отравляющих химических веществ WIKO (нем. Wirtschaftskontor), в 1930-е годы — дом отдыха инвалидов. Последние десятилетия санаторий принадлежал мэрии и правительству Москвы. В 2012 году группа компаний «Медси», входящая в АФК «Система» Владимира Евтушенкова выкупила санаторий у мэрии Москвы.
Распоряжением Правительства Российской Федерации № 2073-р от 17 октября 2015 года бывший дворец Перовского объявлен объектом культурного наследия федерального значения. Постановлением Совета министров Республики Крым № 627 от 20 декабря 2016 года особняк Е. Г. Кузнецовой объявлен объектом культурного наследия регионального значения. В конце 2020 — начале 2021 года в имении было разрушено подавляющее большинство сохранившихся исторических зданий, в том числе здание дворцовой кухни.